# Esau Buondelmonti
Esau Buondelmonti – despotes północnego Epiru w latach 1384 – 1408
Po śmierci Tomasza Preljubowicza jego żona Anna Angelina Dukaina Paleologina, szukając pomocy przeciw roszczeniom Gjin Bua Spaty, poślubiła w styczniu 1385 roku Esaua Buondelmontiego z Kefalenii. Nowy władca północnego Epiru zdołał jeszcze w tym samym roku uzyskać potwierdzenie tytułu despotesa przez cesarza Jana V Paleologa. Tureckie zwycięstwa i zajęcie przez Turków Tesaloniki w 1387 roku izolowały północny Epir od Cesarstwa. W tej sytuacji zagrożony przez Albańczyków Esau zwrócił się o pomoc do sułtana Bajezyda I. Esau Buondelmonti zdołał się utrzymać przy władzy do 1408 lub 1411 roku. Jego synem był Giorgio Buondelmonti. 